# 춘분의 날
춘분의 날(일본어: 春分の日 슌분노히[*])은 춘분인 날이다.
'낮과 밤의 길이가 같아진다'는 말이 있지만, 실제로는 낮이 더 길다. 이에 대한 자세한 내용은 춘분 참조.

## 공휴일
일본의 공휴일 중 하나로, 1948년 공포・시행된 공휴일에 관한 법률에 의해 제정되었다. 이 법에서는 '자연을 찬양하고, 생물을 소중히 여기는' 것을 취지로 하고 있다. 1947년까지는 춘계황령제(春季皇霊祭)라는 제일(祭日)이었다. 4일연휴다.
불교 각 파에서는 이 날 '춘계피안회'를 열어 종파와 관계 없이 성묘를 하는 사람도 많다.

## 날짜
춘분의 날은 3월 20일에서 3월 21일 즈음이다. 법률상에는 '춘분날'이라고 명시하고 있다. 일본국립천문대가 작성한 '역상연표(暦象年表)'라는 책자를 바탕으로 결정하여, 전년 2월 첫 번째 평일의 관보에 발표한다. 따라서 2년 후의 춘분의 날의 날짜는 확정되어 있지 않지만, 지금까지 천문학적 계산과 다른 날을 춘분의 날로 삼은 적은 없다. 또, 계산상 2025년까지는 윤년과 그 다음해가 3월 20일이 되고, 그 외에는 3월 21일이 된다. 또한 현행 법률 이전이긴 하지만 1923년의 춘분은 3월 22일이었으며, 2092년의 춘분은 3월 19일이 된다.

## 같이 보기
- 추분 - 추분의 날
- 일본국립천문대
- 하지
- 동지